# Alex Mingozzi
Alex Mingozzi (Cotignola, 15 giugno 1981) è un tennista italiano, vincitore di vari titoli mondiali e internazionali nella disciplina del beach tennis ,Cavaliere Della Repubblica Italiana.

## Carriera
È uno dei giocatori più vincenti di tutti i tempi nella disciplina del beach tennis. È fratello dello sfortunato calciatore Gionata Mingozzi, perito tragicamente nel luglio 2008.
Partecipa dal 2000 al circuito professionistico e in quell'anno vince 2 titoli europei. Dal 2001 al 2014 è il giocatore che ha vinto più gare, oltre 200 tornei di massima serie. Con collega Matteo Marighella ha vinto più di 100 tornei italiani ed internazionali tra il 2007 ed il 2012. Sono stati campioni, Europei, italiani ed Americani. I due nel settembre 2007 si sono aggiudicati per la prima volta il titolo statunitense. All'inizio del 2008 la coppia vola fino all'isola di Reunion dove si aggiudica il primo grande evento internazionale dell'anno, successivamente dominano anche nel principale torneo di Miami confermandosi ancora il doppio da battere a livello mondiale.
La stagione estiva 2008 lo vede trionfante in 15 tornei italiani ed internazionali su 17 disputati. Vince il titolo italiano ma a sorpresa viene sconfitto ai mondiali in finale. A settembre 2008 insieme a Marighella riconquista il titolo Usa a New York consolidando la leadership mondiale che pare inattaccabile per diverso tempo. Il duo denominato M2 vince senza mai perdere un solo set anche ad Aruba, Bermuda, Praga, Gran Canaria, Tampa, Lugano, Miami, fukuoka, Stoccarda, continuando così la storia di quella che pare la coppia più forte nella storia del beach tennis. Il 2009 li consacra ancora una volta sul gradino più alto, il duo ravennate esce addirittura imbattuto durante l'intero anno solare e continua anche all'estero la marcia trionfale. Ad agosto 2009 vincono ancora una volta il titolo mondiale a Rimini. Il 2010 lo ha già visto vincitore dei campionati Italiani FIT svolti ad Imola a marzo.
Sempre nel 2010 si riconferma vincitore della maggior parte dei tornei di inizio stagione coronando con la vittoria dei campionati Italiani assoluti FIT di Pescara il ritorno del compagno Marighella, a lungo assente per infortunio.
Il finale di stagione per i due ravennati è favoloso con la vittoria in tutti i più grossi tour organizzati dalla federazione italiana tennis e il titolo USA vinto a New York.
A settembre 2010 in Turchia si aggiudicano anche l'ultimo grande appuntamento stagionale con la vittoria del titolo Europeo.
A novembre 2010 vincono ancora ai Caraibi, Aruba e si portano ai vertici delle classifiche mondiali.
Il 2011 li vede subito trionfanti a Mauritius Reunion e Miami, non riescono a vincere il Mondiale di Roma ma si aggiudicano anche le tappe Internazionali di New York e Bermuda e Fukuoka.
Nel novembre 2011 un grave infortunio obbliga Mingozzi ad un intervento riparatore alla spalla, in quel momento è numero 1 in entrambi i ranking, italiano e mondiale.
Rientra a maggio 2012 e inizia la scalata alla classifica dopo i punti persi a causa del lungo infortunio. A novembre 2012 si trova già saldamente nei primi 10 del ranking.
Il sodalizio con Marighella si interrompe e nel 2012 giocheranno con due partner differenti.
Il 2013 parte bene con ottimi risultati a Mauritius e Reunion, vince poi a Stoccarda e Varna. Conclude la stagione nel migliore dei modi con due finali Carnon e Brasile e 3 Vittorie Bermuda, New York e Hermosa riconfermandosi al top di questo sport sempre più popolare. Nel 2014 giocherà col brasiliano Vinicius rodrigues Font con il quale ha già vinto Hermosa Beach e Costa do Sauipe.
Neo 2014 colleziona il record di eventi itf vinti in una stagione, ma si ferma di nuovo per una chirurgia al piede.
Nel 2015 si trasferisce in Brasile e continua a giocare Itf beach tennis tour.
Dal 2018 è il capitano tecnico della nazionale brasiliana, con la quale, nell’agosto 2018 e luglio 2019 si laurea campione del mondo sotto l'egida dell'organizzazione mondiale ITF. Nel 2021 vince nuovamente il titolo mondiale battendo in finale la nazionale italiana .Dal 2018 al 2024 vince con la nazionale tutti i titoli continentali Panamericani. Nel 2023 conquista ancora un titolo mondiale con il Brasile e riceve la medaglia di onore dell’assemblea legislativa del Rio Grande do Sul, essendo l’unico Italiano nella storia. Il 2 di Giugno 2025 a Porto Alegre (Brasile)riceve il titolo di Cavaliere Della Repubblica Italiana.